# Batty Fischer
Pour les articles homonymes, voir Batty et Fischer.
Jean-Baptiste (Batty) Fischer, né le 24 juillet 1877 à Luxembourg et décédé le 27 décembre 1958 à Luxembourg, était un photographe luxembourgeois.

## Biographie et œuvre
Bien que dentiste diplômé, Batty Fischer n'a pas pratiqué longtemps et a consacré sa vie à la photographie, débutant à 15 ans, âge auquel on lui offre son premier appareil.
Batty Fischer a décrit l'histoire de la Ville de Luxembourg et de ses faubourgs.

## Collection
À la Photothèque de la Ville de Luxembourg, on peut admirer ses quelque 10 000 documents, qui retracent l'évolution de la ville de 1890 jusqu'à 1958. Y figure également l'appareil d'agrandissement dont Batty Fischer s'est servi.

## Référence
- (lb) Cet article est partiellement ou en totalité issu de l’article de Wikipédia en luxembourgeois intitulé « Batty Fischer » (voir la liste des auteurs).